# Shorttrack op het Europees Olympisch Jeugdfestival 2022
Shorttrack was een onderdeel op het Europees Olympisch Jeugdfestival 2022 in Vuokatti in Finland. De wedstrijden werden van 20 tot en met 25 maart 2022 gereden in de ijshal Vuokatti Arena. Er stonden zeven onderdelen op het programma.

## Resultaten
| Onderdeel                     | Goud                                                                | Zilver                                                                       | Brons                                                                        |
| ----------------------------- | ------------------------------------------------------------------- | ---------------------------------------------------------------------------- | ---------------------------------------------------------------------------- |
| 500 meter jongens             | Tawan Thomas                                                        | Lorenzo Previtali                                                            | Niels Bergsma                                                                |
| 1000 meter jongens            | Lorenzo Previtali                                                   | Tawan Thomas                                                                 | Alessandro Loreggia                                                          |
| 1500 meter jongens            | Alessandro Loreggia                                                 | Lorenzo Previtali                                                            | Tawan Thomas                                                                 |
| 500 meter meisjes             | Zoë Deltrap                                                         | Melinda Schönborn                                                            | Tamara Tokárová                                                              |
| 1000 meter meisjes            | Zoë Deltrap                                                         | Maja Somodi                                                                  | Bérénice Comby                                                               |
| 1500 meter meisjes            | Zoë Deltrap                                                         | Maja Somodi                                                                  | Eva Grenouilloux                                                             |
| 3000 meter gemengde aflossing | Nederland Zoë Deltrap Kiek Straathof Niels Bergsma Bas van der Valk | Italië Margherita Betti Viola Simonini Alessandro Loreggia Lorenzo Previtali | Polen Agnieszka Bogdanowicz Karolina Parczewska Oskar Kurowski Adam Muchlado |

## Medaillespiegel
| Plaats | Land      | Goud | Zilver | Brons | Totaal |
| ------ | --------- | ---- | ------ | ----- | ------ |
| 1      | Nederland | 4    | 0      | 1     | 5      |
| 2      | Italië    | 2    | 3      | 1     | 6      |
| 3      | Frankrijk | 1    | 1      | 3     | 5      |
| 4      | Hongarije | 0    | 3      | 0     | 3      |
| 5      | Polen     | 0    | 0      | 1     | 1      |
| 5      | Slowakije | 0    | 0      | 1     | 1      |

Aosta 1993 · 
Andorra 1995 · 
Sundsvall 1997 · 
Poprad 1999 · 
Monthey 2005 · 
Brașov 2013 · 
Erzurum 2017 · 
Sarajevo 2019 · 
Vuokatti 2022 · 
Pontebba 2023